# Пјаца (Ла Специја)
Пјаца је насеље у Италији у округу Ла Специја, региону Лигурија.
Према процени из 2011. у насељу је живело 167 становника. Насеље се налази на надморској висини од 176 м.